# Кадария, Минадора Партеньевна
Минадора Партеньевна Кадария (1931 год — 2011 год) — колхозница, чаевод, звеньевая колхоза имени Берия Ахалсопельского сельсовета Зугдидского района Грузинской ССР. Герой Социалистического Труда (1948).

## Биография
Родилась в 1931 году в селении Ахалсопели Зугдидского района Грузинской ССР (в составе Закавказской СФСР), ныне — Зугдидского муниципалитета края Самегрело — Верхняя Сванетия Грузии, в семье колхозников. Грузинка.
С юных лет помогала родителям — знатным чаеводам колхоза имени Берия (позднее — имени Ленина) Зугдидского района, чайные плантации которого располагались в Колхидской низменности причерноморья Западной Грузии. После окончания сельской школы Минадора вступила в колхоз имени Берия (с 1953 года — имени Ленина), которым с 1938 года руководил Антимоз Михайлович Рогава. Переняв передовой опыт своей матери Домники Ерастовны и бригадира Тамары Андреевны Купуния по сбору чайного листа одновременно двумя руками, она с самого начала стала демонстрировать высокие показатели сбора урожая. По итогам работы в 1948 году награждена орденом Ленина.
В 1949 году собрала 7 тонн чайного листа на участке площадью 0,5 гектара.
Указом Президиума Верховного Совета СССР от 19 июля 1950 года за получение высоких урожаев сортового зелёного чайного листа и цитрусовых плодов в 1949 году Кадария Минадоре Партеньевне присвоено звание Героя Социалистического Труда с вручением ордена Ленина и золотой медали «Серп и Молот».
Этим же указом званием Героя Социалистического Труда были награждены восемь тружеников колхоза имени Берия чаеводы Вакоша Акакиевна Берия, Ираклий Дзикиевич Берия, Натела Бочоевна Гардава, Этери Элизбаровна Джоджуа, Владимир Несторович Козуа, Ольга Александровна Купуния, Лили Кондратьевна Ревия и Дуня Яковлевна Рогава.
В последующие годы также добивалась высоких показателей в сборе зелёного чая, по итогам работы в 1950 году она была награждена третьим орденом Ленина.
Звания Героя Социалистического Труда были удостоены её отец — Партен Михайлович, (29.08.1949), мать — Домника Кадария (21.02.1948) и приёмная сестра — Валентина Срибнова (01.09.1951).
Минадора Партеньевна проживала в родном селении Ахалсопели.

## Семья
Некоторые члены её семьи, которую в средствах массовой информации называли «Семьёй Героев», также были удостоены в различное время звания Героя Социалистического Труда: её отец Партен Кадария (1949), её мать Домника Кадария (1948) и сестра Валентина Срибнова (1951).

## Награды
- Золотая медаль «Серп и Молот» (19.03.1947)[4]
- орден Ленина (29.08.1949)[5]
- орден Ленина (19.07.1950)
- орден Ленина (01.09.1951)
- Медаль «За трудовую доблесть»
- Медаль «В ознаменование 100-летия со дня рождения Владимира Ильича Ленина»
- Медаль «Ветеран труда»
- медали Выставки достижений народного хозяйства (ВДНХ)
- и другими